# Riacho dos Mares
Riacho dos Mares är ett vattendrag i Brasilien. Det ligger i den östra delen av landet, 1 400 km nordost om huvudstaden Brasília.
Omgivningarna runt Riacho dos Mares är huvudsakligen savann. Runt Riacho dos Mares är det ganska tätbefolkat, med 70 invånare per kvadratkilometer.